# Faustino Pérez
Faustino Pérez-Moreno Gómez noto semplicemente come Faustino Pérez o Tino Pérez, (Toledo, 25 aprile 1969) è un allenatore di calcio a 5 spagnolo.

## Carriera
Il 12 novembre 2018 riceve la panchina d'oro riservata al calcio a 5 maschile, in virtù dello scudetto e della Coppa Italia vinti con il Pescara nella stagione 2017-18.

## Palmarès

### Competizioni nazionali
- Campionato spagnolo: 2

CLM Talavera: 1996-97
Castellón: 2000-01
- Superliga: 3

Dinamo Mosca: 2010-11, 2011-12, 2012-13
- Campionato italiano: 1

Acqua e Sapone: 2017-18
- Campionato azero: 1

Araz Naxçıvan: 2015-16
- Coppa di Russia: 1

Dinamo Mosca: 2012-13
- Coppa Italia: 2

A&S: 2017-18, 2018-19
- Supercoppa di Spagna: 1

CLM Talavera: 1997
- Supercoppa italiana: 1

A&S: 2018

### Competizioni internazionali
- Coppa UEFA: 2

Castellón: 2001-02, 2002-03

### Individuale
- Panchina d'oro: 1

2017-2018